# کریگ مک‌لاکلان
کریگ مک‌لاکلان (انگلیسی: Craig McLachlan؛ ‏ ‎/kreɪɡ/‎؛ ‏ زادهٔ ۱ سپتامبر ۱۹۶۵) بازیگر، خواننده، موسیقی‌دان و آهنگساز اهل استرالیا است.
از فیلم‌ها یا برنامه‌های تلویزیونی که وی در آن نقش داشته است می‌توان به کاترین کبیر، تازش بزرگ، همسایگان، خانه و دوری، خطاهای نرم‌افزاری، دایره جنایی، نجات: عملیات ویژه، ان‌سی‌آی‌اس: لس آنجلس و اسرار دکتر بلیک اشاره کرد.